# فاتماتا فوفاناه
فاتماتا فوفاناه (انگلیسی: Fatmata Fofanah؛ زادهٔ ۱۰ ژوئن ۱۹۸۵ در فری‌تاون) ورزشکار دو و میدانی در رشته‌های دو ۴۰۰ متر و دو ۴۰۰ متر بامانع اهل گینه است که در مسابقات قهرمانی دو و میدانی آفریقا و بازی‌های آفریقایی برندهٔ ۱ مدال برنز ۱ مدال برنز شده‌است.

## دستاوردها
| سال                  | مسابقه                | محل برگزاری         | مقام                | رویداد              | توضیحات             |
| به نمایندگی از گینه  | به نمایندگی از گینه   | به نمایندگی از گینه | به نمایندگی از گینه | به نمایندگی از گینه | به نمایندگی از گینه |
| -------------------- | --------------------- | ------------------- | ------------------- | ------------------- | ------------------- |
| ۲۰۰۷                 | All-Africa Games      | الجزیره             | ۳ام                 | دو ۱۰۰ متر بامانع   | ۱۳٫۷۶               |
| ۲۰۰۸                 | African Championships | آدیس آبابا          | ۱ام                 | دو ۱۰۰ متر بامانع   | ۱۳٫۱۰ (NR)          |
| ۲۰۰۸                 | بازی‌های المپیک        | پکن                 | – (h)               | دو ۱۰۰ متر بامانع   | DNF                 |
| به نمایندگی از بحرین |                       |                     |                     |                     |                     |
| ۲۰۰۹                 | Asian Championships   | گوانگ‌ژو             | ۶ام                 | دو ۱۰۰ متر بامانع   | ۱۳٫۶۳               |